# Pectinia lactuca
Pectinia lactuca is een rifkoralensoort uit de familie van de Pectiniidae. De wetenschappelijke naam van de soort is voor het eerst geldig gepubliceerd in 1766 door Pallas.